# 芬蘭丘陵
芬蘭丘陵（英語：Finlandia Foothills）是南極洲的丘陵，位於亞歷山大一世島北部，處於西貝柳斯冰川西岸，長19公里、寬6公里，海拔高度約1,130米，現時由南極條約體系管理。